# 보로네시주

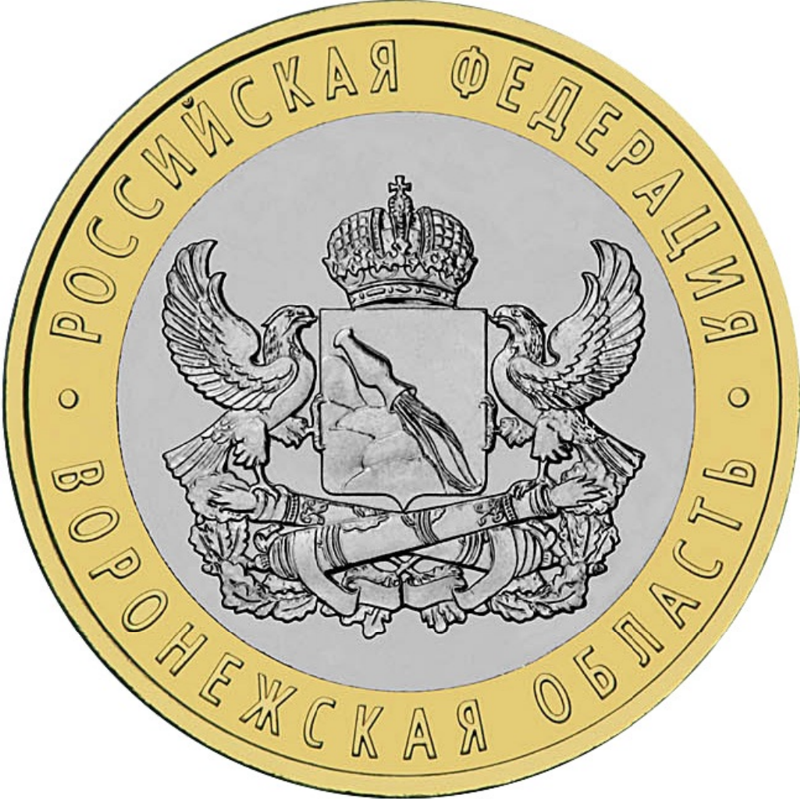
액면가 10루블인 러시아은행 기념주화 (2011년)

보로네시주는 러시아의 연방주체 (주)이다. 그것의 행정중심은 보로네시의 도시이다. 인구는 2021년 인구 조사 기준으로 2,308,792명이었다.

## 지리

### 강
돈강, 보로네시강, 비튜크강, 호표르강이 있다.

### 시간대
모스크바 시간 (MSK/MSD)에 위치해 있다. UTC와의 시차는 +0300 (MSK)/+0400 (MSD)이다.

## 행정 구역

### 군
- 아닌스키군(Аннинский)
- 보브롭스키군(Бобровский)
- 보구차르스키군(Богучарский)
- 부투를리놉스키군(Бутурлиновский)
- 예르틸스키군(Эртильский)
- 그리바놉스키군(Грибановский)
- 칼라차옙스키군(Калачаевский)
- 카멘스키군(Каменский)
- 칸테미롭스키군(Кантемировский)
- 카시르스키군(Каширский)
- 호홀스키군(Хохольский)
- 리스킨스키군(Лискинский)
- 니즈네데비츠키군(Нижнедевицкий)
- 노보호표르스키군(Новохопёрский)
- 노보우스만스키군(Новоусманский)
- 올호바츠키군(Ольховатский)
- 오스트로고시스키군(Острогожский)
- 파닌스키군(Панинский)
- 파블롭스키군(Павловский)
- 페트로파블롭스키군(Петропавловский)
- 포드고렌스키군(Подгоренский)
- 포보린스키군(Поворинский)
- 라몬스키군(Рамонский)
- 레피옙스키군(Репьевский)
- 로소샨스키군(Россошанский)
- 세밀룩스키군(Семилукский)
- 탈롭스키군(Таловский)
- 테르놉스키군(Терновский)
- 베르흐네합스키군(Верхнехавский)
- 베르흐네마논스키군(Верхнемамонский)
- 보로비욥스키군(Воробьёвский)

## 도시
- 보브로프(Бобров)
- 보구차르(Богучар)
- 보리소글렙스크(Борисоглебск)
- 부투를리놉카(Бутурлиновка)
- 보로네시(Воронеж)
- 칼라치(Калач)
- 리스키(Лиски)
- 노보보로네시(Нововоронеж)
- 노보호표르스크(Новохопёрск)
- 오스트로고시스크(Острогожск)
- 파블롭스크(Павловск)
- 포보리노(Поворино)
- 로소시(Россошь)
- 세밀루키(Семилуки)
- 예르틸(Эртиль)

## 민족
보로네시주는 대부분의 주민이 러시아인이다.
| 민족           | 2002년도의 인구 수 (*보관됨 2012-01-26 - 웨이백 머신) |
| -------------- | ----------------------------------------------------- |
| 러시아인       | 2239,5                                                |
| 우크라이나인   | 73,7                                                  |
| 아르메니아인   | 8,8                                                   |
| 벨라루스인     | 5,0                                                   |
| 집시           | 4,8                                                   |
| 아제르바이잔인 | 4,2                                                   |
| 타타르인       | 3,5                                                   |
| 튀르키예인     | 3,4                                                   |
| 독일인         | 2,0                                                   |
| 체첸인         | 1,7                                                   |
| 추바시인       | 1,7                                                   |
| 조지아인       | 1,7                                                   |
| 유대인         | 1,5                                                   |
| 몰도바인       | 1,4                                                   |
| 모르드바인     | 1,2                                                   |

| 연도                | 인구      | ±%    |
| ------------------- | --------- | ----- |
| 1959                | 2,368,695 | —     |
| 1970                | 2,526,928 | +6.7% |
| 1979                | 2,478,544 | −1.9% |
| 1989                | 2,469,766 | −0.4% |
| 2002                | 2,378,803 | −3.7% |
| 2010                | 2,335,380 | −1.8% |
| 2021                | 2,308,792 | −1.1% |
| Source: Census data |           |       |

인구: 2,308,792 (2021년 인구 조사); 2,335,380 (2010년 인구 조사); 2,378,803 (2002년 인구 조사); 2,469,766 (1989년 인구 조사).